# Bothrocarina nigrocaudata
Bothrocarina nigrocaudata är en fiskart som beskrevs av Suvorov, 1935. Bothrocarina nigrocaudata ingår i släktet Bothrocarina och familjen tånglakefiskar. Inga underarter finns listade.